# Idiops pretoriae
Espèce
Synonymes
- Acanthodon pretoriae Pocock, 1898

Idiops pretoriae est une espèce d'araignées mygalomorphes de la famille des Idiopidae.

## Distribution
Cette espèce est endémique du Gauteng en Afrique du Sud,.

## Description
Le mâle holotype mesure 16 mm.

## Étymologie
Son nom d'espèce lui a été donné en référence au lieu de sa découverte, Pretoria.

## Publication originale
- Pocock, 1898 : On the Arachnida taken in the Transvaal and in Nyasaland by Mr W. L. Distant and Dr Percy Rendall. Annals and Magazine of Natural History, sér. 7, vol. 1, p. 308-321 (texte intégral).